# Jörg Eberhard
Jörg Eberhard (* 6. Juli 1956 in Bad Waldsee) ist ein deutscher Maler.

## Leben
Jörg Eberhard wuchs in Bad Waldsee/Oberschwaben auf. Von 1969 bis 1975 erhielt er Kunstunterricht bei Paul Heinrich Ebell. Von 1975 bis 1982 studierte er Kunst an der Kunstakademie Düsseldorf bei Lambert Maria Wintersberger, Peter Kleemann, Karl Otto Götz und Alfonso Hüppi und Kunstgeschichte bei Walter Jürgen Hofmann und Werner Spies. Von 2002 bis 2007 war er Professor für Experimentelle Gestaltung an der Universität Duisburg-Essen, von 2008 bis 2012 war er Professor für Experimentelle Gestaltung an der Folkwang Universität der Künste und seit 2012 lehrt er erneut am Institut für Kunst und Kunstwissenschaft der Universität Duisburg-Essen. 1984 erhielt er das Max-Ernst-Stipendium der Stadt Brühl und 1989 den Villa-Romana-Preis, Florenz.
Eberhard ist mit der Malerin Edith Oellers verheiratet und lebt in Düsseldorf.

## Werk
Eberhard malte in den 1980er Jahren Ölbilder (Stillleben, Akte, Landschaften), deren Wirkung vor allem von starken Farbkontrasten und von einer malerischen Oberflächenbearbeitung des Bildes ausging. Der Aufenthalt in der Villa Romana in Florenz und die Beschäftigung mit dem italienischen Quattrocento führte zu einer Geometrisierung und Architektonisierung der Bilder, verbunden mit einer Tendenz zu einem flächigen Farbauftrag in starken Farben und Kontrasten. Die Gegenstände werden dabei auf Silhouettenformen reduziert. Das bildnerische Vokabular besteht aus Dingen (von vorgeschichtlichen Artefakten bis zum aktuellen Design) und aus geometrischen Formen, aus denen Jörg Eberhard surreal-inhaltliche Tableaus zusammenfügt. Seit 1997 entstehen auch raumfüllende Malereien auf Papierbahnen, mit denen Eberhard ganze Innenräume gestaltet.

## Werke im öffentlichen Raum
- Sparkasse Ravensburg, Eingangsbereich, 2002, Hinterglasmalerei
- Sitzungssaal des Kreistags im Landratsamt Rastatt, 2008, Hinterglasmalerei